# Пјана д'Искија (Кампобасо)
Пјана д'Искија је насеље у Италији у округу Кампобасо, региону Молизе.
Према процени из 2011. у насељу је живело 101 становника. Насеље се налази на надморској висини од 230 м.